# Diloba orbimaculata
Diloba orbimaculata là một loài bướm đêm trong họ Noctuidae.